# 骨汁

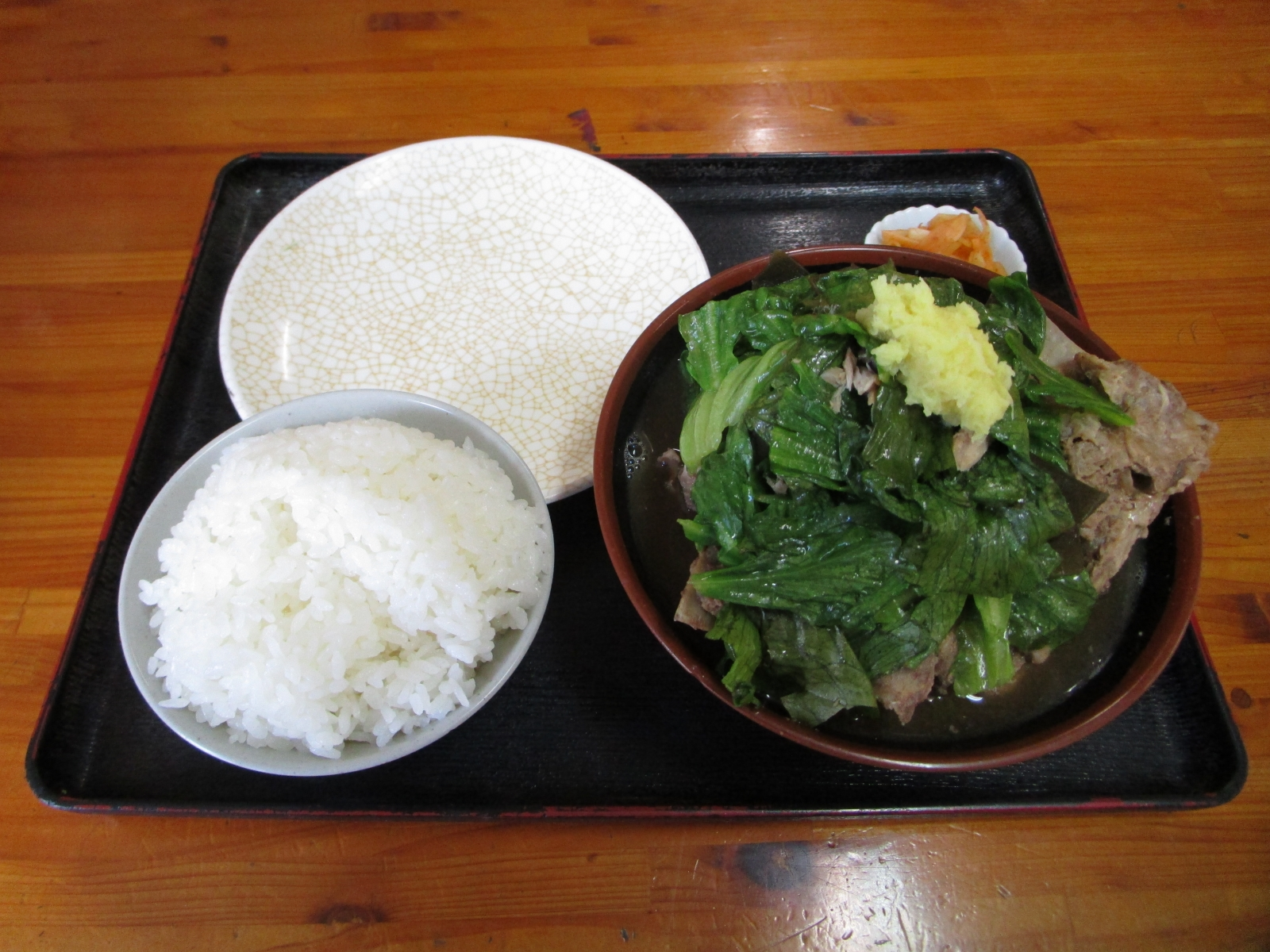
「食事処 がじまる」の骨汁

骨汁（ほねじる）は、沖縄県の一部の大衆食堂、沖縄そば店にみられる料理。

## 概要
沖縄県の食堂では、沖縄そばのスープを作るために毎日大量の豚ガラを使用する。骨汁とはその出し殻を再利用して汁物に仕立てた料理である。沖縄そばの「ダシ骨」にはさまざまな部位が使用されるが、首（頚椎）の部分などのすき間に残る肉は意外に多い。とはいえ、ある程度の量がなければ食事としては成立しないため、大きな丼に山盛り1杯程度が1人前の分量となる。このため、スープ鍋1つから作ることのできる骨汁はせいぜい10数杯程度となり、人気店では開店後まもなく売り切れとなってしまうこともある。沖縄料理の中でもB級感が強く、他県の沖縄料理店でメニューに並ぶことは少ない。

## 歴史
正確な起源は明確ではないが、少なくとも1980年代前半には提供する店があったとされる。2010年代以前までは沖縄本島中部にのみ特徴的にみられる地域料理であったが、現在は那覇など他地域でもメニューに載せる店が増えてきている。近年ではダシ骨の再利用ではなく、骨汁そのものをレギュラーメニューとして仕込んで提供する店も散見されるようになった。

## 作り方
- 出汁を取った後の骨の中から比較的肉が多く残っている部位を選び、野菜などと共に調味したスープで煮込んで仕上げる。スープの味付けは沖縄そば同様に塩味や薄い醤油味が多いが、味噌味の骨汁を提供する店もある。
- 追加される具材は、大根、冬瓜、人参、豆腐、昆布など店によってまちまちだが、レタス（あるいは青菜の類）は必ず使用される。
- 薬味としてはおろししょうがが用いられる。